# Università d'arte Musashino
L'Università d'arte Musashino (武蔵野美術大学?, Musashino bijutsu daigaku), anche nota col nome ufficiale inglese Musashino Art University abbreviato in MAU, è un'università del Kodaira, ovest di Tokyo, fondata nel 1962, con radici che risalgono al 1929.

## Storia
La Scuola d'arte imperiale (帝国美術学校?, Teikoku bijutsu gakkō) fu fondata nel 1929. Nel 1948 la denominazione venne cambiata in Scuola d'arte Musashino (武蔵野美術学校?, Musashino bijutsu gakkō), e nel 1962 venne riorganizzata e prese il nome attuale.
Dalla sua nascita, l'università si indirizzò principalmente verso l'insegnamento di belle arti e disegno industriale. Solo più tardi aggiunse architettura, moda e vari altri campi.
L'università ha accordi di scambio culturale con altre università in molti altri paesi.